# Encoder rotativo

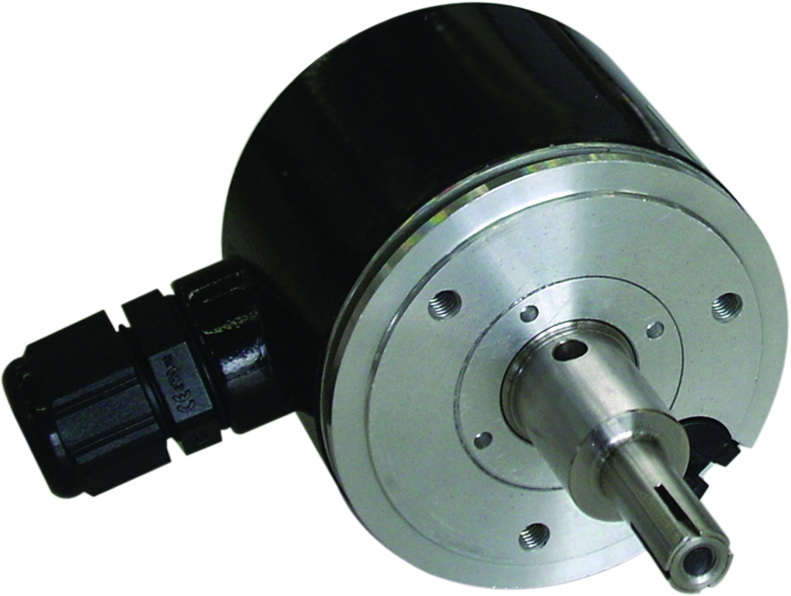
Encoder rotativo

Em automação industrial, encoder rotativo (ou encoder rotatório) é um dispositivo eletromecânico que conta ou reproduz pulsos elétricos a partir do movimento rotacional de seu eixo. Pode ser definido também como um transdutor rotativo ou transdutor angular.
Encoders ou geradores de Impulsos são equipamentos eletromecânicos, utilizados para conversão de movimentos rotativos ou deslocamentos lineares em impulsos elétricos de onda quadrada, que geram uma quantidade exata de impulsos por volta em uma distribuição perfeita dos pulsos ao longo dos 360 graus do giro do eixo.
Aplicação: podem ser utilizados em conjunto com contadores, tacômetros, controladores lógicos programáveis ou conversores de freqüência para sinais analógicos.
É também utilizado como parte constituinte nas fresadoras de sistemas CAD/CAM, responsável pelo controle da movimentação de cada eixo.
Fornecem medidas e controles precisos em velocidades de rotação, velocidades lineares, posicionamentos angulares, volumes ou vazões de produtos líquidos, robótica e outras aplicações em processos diversos. 
Existem dois tipos de tecnologia de sinal de encoder, a do tipo incremental (pulsos) e a do tipo absoluto (bits).